# Гринтовець (Копер)
Гринтовець (словен. Grintovec) — поселення в общині Копер, Регіон Обално-крашка, Словенія. Висота над рівнем моря: 218,7 м.